# Đại dịch COVID-19 tại Guinea Xích Đạo
Bài viết này ghi lại các tác động của đại dịch COVID-19 ở Guinea Xích Đạo, và có thể không bao gồm tất cả các phản ứng và biện pháp hiện thời.

## Dòng thời gian
| COVID-19 tại Guinea Xích Đạo () Tử vong Hồi phục Đang điều trị Thg 3Thg 4Thg 5Thg 6Thg 715 ngày gần nhất15 ngày gần nhất | COVID-19 tại Guinea Xích Đạo () Tử vong Hồi phục Đang điều trị Thg 3Thg 4Thg 5Thg 6Thg 715 ngày gần nhất15 ngày gần nhất | COVID-19 tại Guinea Xích Đạo () Tử vong Hồi phục Đang điều trị Thg 3Thg 4Thg 5Thg 6Thg 715 ngày gần nhất15 ngày gần nhất | COVID-19 tại Guinea Xích Đạo () Tử vong Hồi phục Đang điều trị Thg 3Thg 4Thg 5Thg 6Thg 715 ngày gần nhất15 ngày gần nhất | COVID-19 tại Guinea Xích Đạo () Tử vong Hồi phục Đang điều trị Thg 3Thg 4Thg 5Thg 6Thg 715 ngày gần nhất15 ngày gần nhất |
| --- | --- | --- | --- | --- |
| Ngày | Ngày | | Ca nhiễm | Tử vong |
| 2020-03-14 | 2020-03-14 | | 1(n.a.) | |
| ⋮ | ⋮ | | 1(=) | |
| 2020-03-18 | 2020-03-18 | | 4(+300%) | |
| 2020-03-19 | 2020-03-19 | | 6(+50%) | |
| ⋮ | ⋮ | | 6(=) | |
| 2020-03-23 | 2020-03-23 | | 9(+50%) | |
| ⋮ | ⋮ | | 9(=) | |
| 2020-03-26 | 2020-03-26 | | 12(+33%) | |
| ⋮ | ⋮ | | 12(=) | |
| 2020-03-31 | 2020-03-31 | | 14(+17%) | |
| ⋮ | ⋮ | | 14(=) | |
| 2020-04-03 | 2020-04-03 | | 15(+7,1%) | |
| ⋮ | ⋮ | | 15(=) | |
| 2020-04-08 | 2020-04-08 | | 18(+20%) | |
| ⋮ | ⋮ | | 18(=) | |
| 2020-04-12 | 2020-04-12 | | 21(+17%) | |
| 2020-04-13 | 2020-04-13 | | 21(=) | |
| 2020-04-14 | 2020-04-14 | | 41(+95%) | |
| 2020-04-15 | 2020-04-15 | | 51(+24%) | |
| 2020-04-16 | 2020-04-16 | | 51(=) | |
| 2020-04-17 | 2020-04-17 | | 79(+55%) | |
| ⋮ | ⋮ | | 79(=) | |
| 2020-04-20 | 2020-04-20 | | 153(+94%) | |
| 2020-04-21 | 2020-04-21 | | 209(+37%) | |
| 2020-04-22 | 2020-04-22 | | 209(=) | 1(n.a.) |
| 2020-04-23 | 2020-04-23 | | 209(=) | 1(=) |
| 2020-04-24 | 2020-04-24 | | 214(+2,4%) | 1(=) |
| 2020-04-25 | 2020-04-25 | | 258(+21%) | 1(=) |
| ⋮ | ⋮ | | 258(=) | 1(=) |
| 2020-04-28 | 2020-04-28 | | 315(+22%) | 1(=) |
| ⋮ | ⋮ | | 315(=) | 1(=) |
| 2020-05-04 | 2020-05-04 | | 315(=) | 3(+200%) |
| 2020-05-05 | 2020-05-05 | | 315(=) | 3(=) |
| 2020-05-06 | 2020-05-06 | | 439(+39%) | 4(+33%) |
| ⋮ | ⋮ | | 439(=) | 4(=) |
| 2020-05-13 | 2020-05-13 | | 522(+19%) | 6(+50%) |
| 2020-05-14 | 2020-05-14 | | 583(+12%) | 7(+17%) |
| 2020-05-15 | 2020-05-15 | | 594(+1,9%) | 7(=) |
| ⋮ | ⋮ | | 594(=) | 7(=) |
| 2020-05-18 | 2020-05-18 | | 719(+21%) | 7(=) |
| 2020-05-19 | 2020-05-19 | | 825(+15%) | 7(=) |
| 2020-05-20 | 2020-05-20 | | 890(+7,9%) | 7(=) |
| 2020-05-21 | 2020-05-21 | | 903(+1,5%) | 10(+43%) |
| 2020-05-22 | 2020-05-22 | | 960(+6,3%) | 11(+10%) |
| ⋮ | ⋮ | | 960(=) | 11(=) |
| 2020-05-25 | 2020-05-25 | | 1.043(+8,6%) | 12(+9,1%) |
| ⋮ | ⋮ | | 1.043(=) | 12(=) |
| 2020-05-29 | 2020-05-29 | | 1.306(+25%) | 12(=) |
| ⋮ | ⋮ | | 1.306(=) | 12(=) |
| 2020-06-17 | 2020-06-17 | | 1.664(+27%) | 32(+167%) |
| ⋮ | ⋮ | | 1.664(=) | 32(=) |
| 2020-06-25 | 2020-06-25 | | 2.001(+20%) | 32(=) |
| ⋮ | ⋮ | | 2.001(=) | 32(=) |
| 2020-07-03 | 2020-07-03 | | 3.071(+53%) | 51(+59%) |
| Nguồn từ worldometers | | | | |

Trường hợp đầu tiên nhiễm COVID-19 tại đất nước này được công bố vào ngày 14 tháng 3, một phụ nữ 42 tuổi trở về Guinea Xích Đạo từ Madrid.
Tính đến ngày 30 tháng 12 năm 2023, Guinea Xích Đạo ghi nhận 17,229 trường hợp nhiễm COVID-19 và 183 trường hợp tử vong.